# Utetes phongsalyensis
Utetes phongsalyensis är en stekelart som först beskrevs av Fischer 2007.  Utetes phongsalyensis ingår i släktet Utetes och familjen bracksteklar. Inga underarter finns listade i Catalogue of Life.